# Elaphria targa
Elaphria targa là một loài bướm đêm trong họ Noctuidae.